# Sandown Raceway

Mapa del circuito de Sandown.

El Sandown Raceway es un autódromo situado alrededor de la pista de carreras de caballos de Sandown, unos 25 km al sudeste de la ciudad de Melbourne, estado de Victoria, Australia. Fue inaugurado en marzo del año 1962 y mide unos 3100 metros de longitud, aunque entre 1984 y 1989 existió un añadido que lo extendió hasta unos 3.900 metros.
Sandown ha albergado carreras de numerosos campeonatos australianos de automovilismo de velocidad, entre ellos el V8 Supercars, la Tasman Series, la Fórmula Holden y la Fórmula Ford Australiana. El Gran Premio de Australia se disputó allí en 1964, 1968, 1972, 1973, 1976 y 1978, primero con reglamento de la Tasman Series y luego con el de la Fórmula 1 y 2 Australiana.
Los 500 km de Sandown fue una carrera de turismos que se solía disputar en septiembre. Fue fecha del Campeonato Australiano de Marcas, de Resistencia, de Gran Turismos y finalmente de V8 Supercars a partir de 2003.
Tuvo como antecedente dos carreras de seis horas en 1964 y 1965, y otras dos de tres horas en 1968 y 1969, que se disputaron con dos pilotos por automóvil. Entre 1970 y 1983, cada automóvil era conducido por un único piloto, en tanto que la carrera duró 400 km (en verdad 250 millas hasta 1975). En 1984, la duración de la carrera aumentó a 500 km, al tiempo que se volvió a usar una dupla de pilotos por automóvil.
La carrera se dejó de celebrar luego de la edición 1998, retornó en 2003, desapareció en 2007 y regresó nuevamente en 2012. En ambos períodos, el V8 Supercars continuó visitando Sandown en otros meses y con un formato de carrera distinto.

## Ganadores

### Gran Premio de Australia
| Año  | Piloto       | Equipo          |
| ---- | ------------ | --------------- |
| 1964 | Jack Brabham | Brabham-Climax  |
| 1968 | Jim Clark    | Lotus-Cosworth  |
| 1972 | Graham McRae | Leda-Chevrolet  |
| 1973 | Graham McRae | McRae-Chevrolet |
| 1976 | John Goss    | Matich-Repco    |
| 1978 | Graham McRae | McRae-Chevrolet |

### 500 km de Sandown
| Año        | Pilotos           | Pilotos            | Automóvil                |
| 6 horas    | 6 horas           | 6 horas            | 6 horas                  |
| ---------- | ----------------- | ------------------ | ------------------------ |
| 1964       | Ralph Sach        | Roberto Bussinello | Alfa Romeo Giulia        |
| 1965       | Frank Gardner     | Kevin Bartlett     | Alfa Romeo Super Ti      |
| 1966-1967  | No se disputó.    | No se disputó.     | No se disputó.           |
| 3 horas    |                   |                    |                          |
| 1968       | Tony Roberts      | Bob Watson         | Holden Monaro HK         |
| 1969       | Allan Moffat      | John French        | Ford Falcon XW GTHO      |
| 250 Millas |                   |                    |                          |
| 1970       | Allan Moffat      | Allan Moffat       | Ford Falcon XW GTHO      |
| 1971       | Colin Bond        | Colin Bond         | Holden Torana LC         |
| 1972       | John Goss         | John Goss          | Ford Falcon GTHO         |
| 1973       | Peter Brock       | Peter Brock        | Holden Torana LJ         |
| 1974       | Allan Moffat      | Allan Moffat       | Ford Falcon XB           |
| 1975       | Peter Brock       | Peter Brock        | Holden Torana LH         |
| 400 km     |                   |                    |                          |
| 1976       | Peter Brock       | Peter Brock        | Holden Torana LH         |
| 1977       | Peter Brock       | Peter Brock        | Holden Torana LX         |
| 1978       | Peter Brock       | Peter Brock        | Holden Torana LX         |
| 1979       | Peter Brock       | Peter Brock        | Holden Torana LX         |
| 1980       | Peter Brock       | Peter Brock        | Holden Commodore VC      |
| 1981       | Peter Brock       | Peter Brock        | Holden VC Commodore      |
| 1982       | Allan Moffat      | Allan Moffat       | Mazda RX-7               |
| 1983       | Allan Moffat      | Allan Moffat       | Mazda RX-7               |
| 500 km     |                   |                    |                          |
| 1984       | Peter Brock       | Larry Perkins      | Holden Commodore VK      |
| 1985       | Jim Richards      | Tony Longhurst     | BMW Serie 635 CSi        |
| 1986       | George Fury       | Glenn Seton        | Nissan Skyline           |
| 1987       | George Fury       | Terry Shiel        | Nissan Skyline           |
| 1988       | Allan Moffat      | Gregg Hansford     | Ford Sierra RS Cosworth  |
| 1989       | Jim Richards      | Mark Skaife        | Nissan Skyline GTS-R     |
| 1990       | George Fury       | Glenn Seton        | Ford Sierra RS500        |
| 1991       | Mark Gibbs        | Rohan Onslow       | Nissan Skyline GT-R      |
| 1992       | Larry Perkins     | Steve Harrington   | Holden Commodore VL      |
| 1993       | Geoff Brabham     | David Parsons      | Ford Falcon EB           |
| 1994       | Dick Johnson      | John Bowe          | Ford Falcon              |
| 1995       | Dick Johnson      | John Bowe          | Ford Falcon EF           |
| 1996       | Craig Lowndes     | Greg Murphy        | Holden Commodore VR      |
| 1997       | Greg Murphy       | Craig Lowndes      | Holden Commodore VS      |
| 1998       | Larry Perkins     | Russell Ingall     | Holden Commodore VT      |
| 1999-2002  | No se disputó     | No se disputó      | No se disputó            |
| 2003       | Mark Skaife       | Todd Kelly         | Holden Commodore VY      |
| 2004       | Marcos Ambrose    | Greg Ritter        | Ford Falcon BA           |
| 2005       | Craig Lowndes     | Yvan Muller        | Ford Falcon BA           |
| 2006       | Jason Bright      | Mark Winterbottom  | Ford Falcon BA           |
| 2007       | Craig Lowndes     | Jamie Whincup      | Ford Falcon BF           |
| 2008-2011  | No se disputó.    | No se disputó.     | No se disputó.           |
| 2012       | Craig Lowndes     | Warren Luff        | Holden Commodore VE      |
| 2013       | Jamie Whincup     | Paul Dumbrell      | Holden Commodore VF      |
| 2014       | Jamie Whincup     | Paul Dumbrell      | Holden Commodore VF      |
| 2015       | Mark Winterbottom | Steve Owen         | Ford Falcon FG X         |
| 2016       | Garth Tander      | Warren Luff        | Holden Commodore VF      |
| 2017       | Cameron Waters    | Richie Stanaway    | Ford Falcon              |
| 2018       | Jamie Whincup     | Paul Dumbrell      | Holden Commodore ZB FG X |
| 2019       | Jamie Whincup     | Craig Lowndes      | Holden Commodore ZB FG X |
| 2023       | Broc Feeney       | Jamie Whincup      | Chevrolet Camaro ZL1-1LE |